# Ljiljana Petrović
Pour les articles homonymes, voir Petrović.
Ljiljana Petrović (en serbe cyrillique : Љиљана Петровић), née en 1939 à Bosanski Brod (alors en royaume de Yougoslavie) et morte le 4 février 2020 à Novi Sad (Serbie)[réf. nécessaire], est une chanteuse yougoslave puis serbe.
Elle est connue pour avoir été la première à représenter la Yougoslavie au Concours Eurovision de la chanson, avec la chanson Neke davne zvezde (Неке давне звезде) en 1961 à Cannes,.

## Discographie

### Albums
- 1962 : Ljiljana Petrović (Љиљана Петровић) ; disque 33 tours 10" (Yougoslavie)
- 1970 : Poet Lilyana Petrovitch (Поет Лиляна Петрович) ; disque 33 tours (Union soviétique)
- 1978 : Ljiljana Petrović (avec l'ensemble Veseli Vojvođani) ; cassette audio (Yougoslavie)
- 1982 : Mar Đanđa (Мар Ђанђа) ; disque 33 tours (Yougoslavie)